# Plestiodon quadrilineatus
Espèce
Synonymes
- Eumeces quadrilineatus (Blyth, 1853)
- Eumeces quadrivirgatus Hallowell, 1861

Plestiodon quadrilineatus est une espèce de sauriens de la famille des Scincidae.

## Répartition
Cette espèce se rencontre :
- en République populaire de Chine dans les provinces du Guangxi, du Guangdong et du Hainan ainsi qu'à Hong Kong ;
- en Thaïlande ;
- au Cambodge ;
- au Viêt Nam.

## Publication originale
- Blyth, 1854 "1853" : Notices and descriptions of various reptiles, new or little-known. Journal of the Asiatic Society of Bengal, vol. 22, p. 639–655 (texte intégral).